# Reação de Stille
A Reação de Stille é uma reação química acoplando um composto organoestanho com um haleto orgânico sp3-hibridizado catalisado por paládio.   A reação é largamente utilizada em síntese orgânica.
R-Sn(R)3 + R'-X → R-R' + X-Sn(R)3
X é tipicamente um halogênio, tal como Cl, Br, I.  Adicionalmente, X pode ser um pseudohalogênio tal como um triflato, CF3SO3-. 
A reação de Stille reaction foi descoberta em 1977 por John K. Stille e David Milstein, um pós-doutorando em seu laboratório. As reações de Stille foram usadas em 50% de todas as reações de acoplamento cruzado publicadas em 1992. A reação continua a ser explorada industrialmente, especialmente para a produção de fármacos.
A reação é normalmente realizada sob atmosfera inerte usando solvente desidratado e desgaseificado. Isto porque o oxigênio causa a oxidação do catalisador de paládio e promove acoplamento homo dos compostos de estanila, e estas reações colaterais levam a diminuição do rendimento da reação de acoplamento cruzado desejada.
Como composto orgânico de estanho, um composto de trimetilestanil ou tributilestanil é normalmente usado. Embora compostos de trimetilestanil mostrem mais alta reatividade comparados com compostos de tributilestanil, a toxidade dos primeiros é aproximadamente 100 vezes maior que a do segundo. Consequentemente é preferível evitar usar compostos de trimetilestanil sem necessidade.
Diversas revisões têm sido publicadas.  

## Mecanismo de reação
O mecanismo de reação da reação de Stille tem sido bastante estudado.    O primeiro passo em seu ciclo catalíttico é a redução do catalisador de paládio (1) à espécie Pd(0) ativa (2). A adição oxidativa do organohaleto (3) dá um intermediário cis o qual rapidamente isomeriza-se ao intermediário trans 4. Transmetalação com o organoestanato (5) forma o intermediário  7, o qual produz o produto desejado (8) e a espécie Pd(0) ativa (2) após eliminação redutiva. A adição oxidativa e eliminação redutiva retém a configuração estereoquímica dos respectivos reagentes.
Taxa da transferência de ligante (transmetalação) do estanho:
alquinil > alquenil > aril > alil = benzil > α-alcoxialquil > alquil
A baixa reatividade dos alquil estanatos é um sério empecilho mas pode ser remediado pelo uso de solventes fortemente polares tais como HMTP, DMF ou dioxano.
Em 2007 a reação de Stille foi submetida a um especial tipo de espectroscopia de massa seguindo pela primeira vez a observação experimental direta de uma espécie  Pd(0)(PPh3)2  (sempre assumindo-se existir mas nunca antes realmente detectada) e uma transmetalação intermediária cíclica -Pd(II)-X-Sn-C- mas através de seus radicais cátions.

## Variações
Para aumentar o rendimento reacional, geralmente se adiciona cloreto de lítio à mistura reacional. Este sal estabiliza o complexo intermediário reativo formado pela adição oxidativa no catalisador e, portanto, acelera a reação.
A reatividade e especificidade da reação de Stille podem ser aumentadas pela adição de quantidades estequiométricas de sais de Cu(I) ou Mn(II). 
A reação de acoplamento pode ser inibida por ligantes com alta basicidade de Lewis.
Na presença de sais de Cu(I), paládio sobre carbono mostra-se como um cataisador efetivo. 
Na esfera da química verde, relata-se uma reação de Stille que ocorre em uma mistura de baixo ponto de fusão e com alta polaridade, de um açúcar, como manitol, uma ureia, como a dimetilureia e um sal , como o cloreto de amônio. O sistema catalítico é tris(dibenzilidenoacetona)dipaládio(0) com trifenilarsina: